# Mira (sao)
Mira (Omicron Ceti hay o Ceti, viết tắt là o Cet) là một sao biến quang khổng lồ đỏ cách hệ Mặt Trời của chúng ta khoảng 200 - 400 năm ánh sáng, có vị trí biểu kiến thuộc về phía chòm sao Kình Ngư. Mira A và Mira B tạo thành một hệ thống sao đôi.

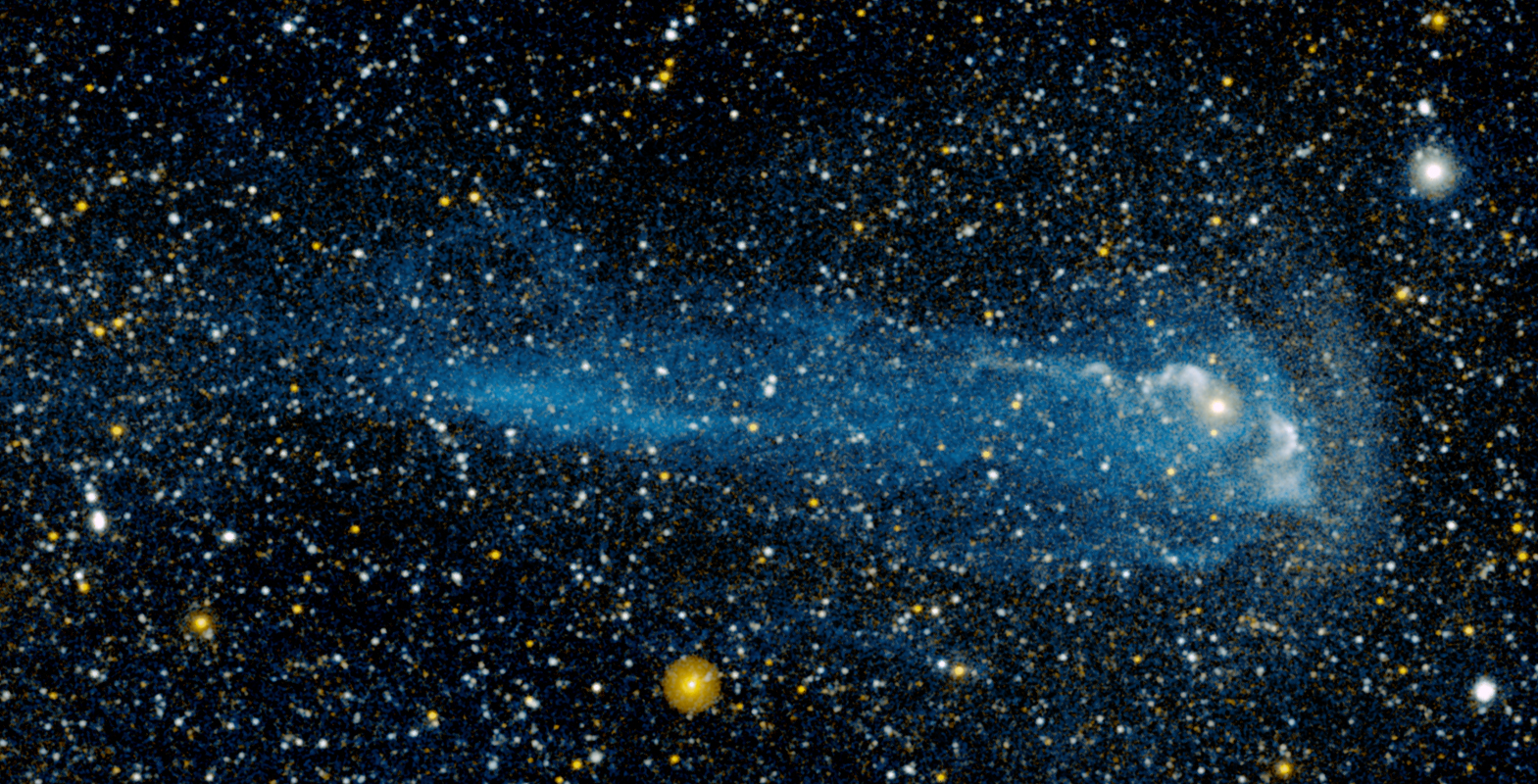
Mira và cái đuôi vật chất phóng ra của nó.